# Hiro Matsushita
Hiro Matsushita (Japans: ヒロ松下, Hiro Matsushita) (Nishinomiya, 14 maart 1961) is een voormalig coureur in de series Champ Car en Formula Atlantic die in 1989 het Toyota Atlantic Championship (Pacific) won als de eerste en enige Japanse coureur. Hij is ook de eerste Japanse coureur die racet in de Indianapolis 500. Hij is de kleinzoon van Konosuke Matsushita, oprichter van Panasonic, en zoon van Masaharu Matsushita, die vanaf 1961 zestien jaar de tweede president van Panasonic was. Dankzij zijn relatie heeft hij gedurende zijn racecarrière financiële steun gekregen van Panasonic.

## Racecarrière
Matsushita begon zijn motorcarrière in zijn vaderland tussen 1977 en 1979 voordat hij overstapte op vier wielen. Gesteund door Panasonic verhuisde hij naar de VS en nam hij in 1986 deel aan zijn eerste Formule Ford-race. In 1988 eindigde hij als tweede in de 24 uur van Daytona en als derde in de 12 uur van Sebring. Matsushita maakte naam door in 1989 de eenmalige kampioen Car Toyota Atlantic Championship (Pacific) te winnen met de hoogste puntenmarge ooit. Hij studeerde in 1990 af aan Champ Car en scoorde een punt in zijn debuutseizoen. Het is onverklaarbaar dat hij nooit het tempo liet zien dat tot vier Atlantische overwinningen leidde; In plaats daarvan kreeg hij al snel de reputatie onderaan de grid te staan en werd hij consequent overboden door zijn teamgenoten. Hij was echter de eerste Japanse coureur die deelnam aan de Indianapolis 500. In 1991 en volgde die prestatie met een top tien resultaat op Milwaukee Mile. Matsushita miste de Indy 500 na het breken van een been bij een trainingsongeval. Hij was een aantal weken uit de wedstrijd en miste ook de volgende zes evenementen. In Indy (later CART, daarna Champ Car) maakte Matsushita zijn GP-debuut op Long Beach met de Dick Simon Racing Simon. Hij behaalde de 19e plaats. Het was de eerste van 117 evenementen die door de Japanners werden gespeeld en werd beschouwd als de pionier van zijn land in deze categorie. Tot 1998 reed hij voor de Walker Racing Walker, Arciero-Wells en Dale Coyne Racing Payton-Coyne. Hij trok zich in 1998 terug uit de eenzitterrace nadat hij 15e was geëindigd op het podium in Rio de Janeiro. Matsushita trok zich uiteindelijk terug van de baan na deelname aan de Baja-1000 langeafstandsrace met een Mitsubishi Montero.

## Verder leven
In 1991 verwierf Matsushita Swift Engineering, een in Californië gevestigd technologiebedrijf voor ruimtevaartuigen. Hij woonde in San Clemente (Californië).